# Jean-Pierre-Guillaume Delahaye de Launay
Jean-Pierre-Guillaume Delahaye de Launay, né le 22 juillet 1751 à Arpajon, mort le 17 avril 1830 à Montmirail, est un homme politique français.

## Famille
Son père Pierre Guillaume de La Haye de Launay (1722-1776) est employé dans les Aides à Arpajon et sa mère Marie Antoinette Prot.

## Biographie
Ses études terminées, il suivit, comme secrétaire particulier, son oncle, Marc Antoine André de La Haye de Launay, attaché à l'ambassade de France à Berlin et conseiller privé des finances du roi Frédérik II de Prusse; puis, vers 1787, accompagna dans la Sarthe son cousin, Philippe Martin Mengin de Bionval (1754-1806) baron de Montmirail, conseiller des Aides, qui venait d'acheter le château de Montmirail, et s'occupa de vendre les chois de la forêt faisant partie de ce domaine. Il devint entrepreneur de manufactures. 
En 1789, il fut chargé par ses concitoyens de la rédaction des cahiers du tiers-état, et fut élu, le 27 mars 1789, député du tiers aux États généraux par le bailliage d'Orléans (où il était électeur). De retour à Montmirail après la session, il y organisa la garde nationale, et en fut élu capitaine (1791); en septembre 1792, il fut nommé par l'assemblée électorale de Château-du-Loir, administrateur du conseil général de la Sarthe, dont il devint président en mars 1793. Dénoncé par les Montagnards du Mans pour avoir accueilli avec sympathie les députés fédéralistes, il fut arrêté par ordre de Didier Thirion, conventionnel en mission dans la Sarthe, avec neuf autres personnes, et dirigé sur Paris. Mais le convoi s'arrêta à Chartres, où les prisonniers furent enfermés : ce changement d'itinéraire leur sauva du moins la vie. Il fut mis en liberté vers la même époque, grâce aux démarches faites par Mlle Marie-Louise-Julie Dursort, de Provins, qu'il épousa par reconnaissance, le 12 prairial an II (31 mai 1794). 
Le 26 vendémiaire an IV (17 octobre 1795), il fut élu député de la Sarthe au Conseil des Cinq-Cents, par 127 voix; il était assesseur du juge de noix, dont il devint premier suppléant en 1806. Il avait été réélu aux élections de germinal an VII, par le tiers scissionnaire de l'assemblée électorale de la Sarthe, mais cette élection fut annulée par le Conseil des Cinq-Cents, dans la séance du 16 floréal. Le collège de département de la Sarthe l'envoya, le 9 mai 1815, à la Chambre des Cent-Jours, par 45 voix sur 85 votants; enfin, le 26 octobre 1818, le même collège le nomma député de la Sarthe, par 681 voix sur 1.186 votants et 1.603 inscrits; il prit place dans l'opposition de gauche; mais l'état de sa santé l'obligea presque aussitôt à donner sa démission et à rentrer dans la vie privée. 

## Sources
- « Jean-Pierre-Guillaume Delahaye de Launay », dans Adolphe Robert et Gaston Cougny, Dictionnaire des parlementaires français, Edgar Bourloton, 1889-1891 [détail de l’édition]